# Francavilla in Sinni
Francavilla in Sinni är en ort och kommun i provinsen Potenza i regionen Basilicata i Italien. Kommunen hade 4 158 invånare (2017).